# Estadi Bergeyre
L'estadi Bergeyre fou un estadi situat al 19è districte de París. Construït l'agost de 1918, amb el suport financer de Jacques Sigrand, la seva capacitat era d'unes 15.000 persones i el seu nom prové de Robert Bergeyre, un jugador de rugbi francès que va morir durant la Primera Guerra Mundial.
L'estadi Bergeyre fou emprat principalment per jugar-hi a futbol, arribant a ser la seu de l'Olympique de París; però també s'hi va jugar a rugbi i s'hi practicà atletisme. El 1924 va ser una de les quatre seus de la competició de futbol dels Jocs Olímpics de París. El 1926 va ser demolit perquè la ciutat de París, que creixia ràpidament, necessitava espai per a l'habitatge.